# مقاطعة راسين (ولاية ويسكونسن)
مقاطعة راسين هي مقاطعة في ويسكونسن، بلغ عدد سكانها 195٬408  نسمة، في 2010، عاصمتها راسين، تبلغ مساحتها 2٬051 كيلومتر مربع.

## الموقع
تشترك في الحدود مع:
- مقاطعة ميلووكي
- مقاطعة كينوشا
- مقاطعة والورث
- مقاطعة أليغان (ميشيغان)
- مقاطعة أوتاوا (ميشيغان)
- مقاطعة واكيشا.

## التقسيمات الإدارية
- راسين.

## أعلام
- أوله هانسون